# Pittosporum planilobum
Pittosporum planilobum är en tvåhjärtbladig växtart som beskrevs av Hung T. Chang och S.Z. Yan. Pittosporum planilobum ingår i släktet Pittosporum och familjen Pittosporaceae. Inga underarter finns listade.